# Strömstads lägre allmänna läroverk
Strömstads lägre allmänna läroverk var ett läroverk i Strömstad verksamt från 1858 till 1905.

## Historia
Skolan föregicks av en trivialskola(pedagogi) i staden.  Denna ombildades efter 1849 till en elementärskola som 1858 ombildades till en (lägre) elementarskola som 1879 ombildades till ett lägre allmänt läroverk.
Skolan upphörde 1905 och ersattes av Strömstads samskola.